# Cikader
Cikader (Auchenorrhyncha) er en underorden blandt de næbmundede insekter. Det er små langstrakte insekter med bredt hoved og bidende og sugende munddele. I Danmark er registreret ca. 325 arter af cikader. De danske cikader måler oftest under 10 millimeter. Især i troperne er syngende cikader udbredte. Disse sangcikader måler op til cirka 50 millimeter i længden.

## Udseende
Forvingerne er enten ensartet fortykkede og uigennemsigtige eller hindeagtige og oftest klare. Begge vingepar danner i hvilestillingen et tag over ryggen. De fleste cikader er dårlige flyvere, men kan til gengæld foretage kraftige spring ved hjælp af bagbenene. Musklerne, der leverer kraften, ligger inde i bagbrystet. Stinkkirtler mangler, men mange arter udskiller andre stoffer, især voks. Sideøjne er veludviklede og oftest findes to pandeøjne. Følehornene er normalt ganske korte. Hunnerne har oftest en veludviklet læggebrod, der anvendes til at indbore æggene i værtsplanten.

## Levevis
Cikader lever af plantesaft, som de suger ud af planter, f.eks. græsser som marehalm og hjælme. Mange cikader er tæt knyttet til bestemte værtsplanter. Nogle, som skumcikader (Aphrophoridae), benytter dog mange forskellige arter af værtsplanter. De fleste danske cikader overvintrer som æg.

### Sang
I subtropiske og tropiske egne findes arter af 2-5 centimeter store cikader, sangcikader (Cicadidae), der synger med en høj monoton lyd. Lyden frembringes ved hjælp af en hvælvet hudplade (der fungerer som trommeskind) på hver side af den forreste del af bagkroppen. To muskler sætter de to hudplader i bevægelse og lyden forstærkes af luftsække inde i bagkroppen. Tæt på dette spilleapparat findes hos sangcikaderne et høreorgan. Kun hannerne synger.
I troperne kan man på præcise tidspunkter morgen og aften opleve tusindvis af cikader - inden for hørevidde - samstemmigt begynde eller afslutte dagen med et fælles inferno af sang i 8 minutter, for det meste med start 6 minutter efter solnedgang.
Sangcikader findes ikke i Danmark. Det har dog vist sig, at også de hjemlige små cikader kan frembringe lyd ved hjælp af tilsvarende spilleapparater. Lyden er svag og kan kun opfattes af mennesker ved passende lydforstærkning. Både hanner og hunner af disse cikader synger, men et høreorgan mangler. Lyden opfattes sandsynligvis gennem de vibrationer, der dannes i underlaget.

## Ny dansk art
I Sønderjylland er der d. 7. og 8. juni 2006 fundet endnu en ny cikadeart; blodcikade (Cercopis vulnerata).